# Gerrard Winstanley
Pour les articles homonymes, voir Winstanley (homonymie).
Gerrard Winstanley, né en 1609 et mort le 10 septembre 1676, est un réformiste protestant anglais, adepte d'une forme de communisme chrétien précursive du socialisme et de l'anarchisme moderne,,.

## Biographie
Winstanley a été marchand drapier à Londres avant de faire faillite lors de la guerre civile anglaise et de se lancer dans l'écriture de pamphlets. Activiste politique durant le protectorat d'Oliver Cromwell, il cofonda le groupe connu sous le nom de Diggers (en français, les Bêcheux). Il prôna l'expropriation de seigneurs et le partage des terres par le squat. Ainsi, en avril 1649 Winstanley fonda une communauté, avec d'anciens soldats et des chômeurs, et commença à cultiver des terres dans le Surrey, l'expérience dura moins d'un an du fait de la pression des yeomen, et plus largement de toute la gentry de la région. 
Publié en 1652, la Loi de la Liberté (son dernier texte), appelle à l'instauration d'une démocratie égalitaire dans laquelle le partage et le troc permettraient le bonheur de tous. Il rédigea également, parmi d'autres ouvrages, une ballade aux paroles engagées, Diggers Song.

### Ouvrages sur Winstanley
- (fr) Olivier Lutaud, Winstanley. Socialisme et christianisme sous Cromwel, Klincksieck, 1991

### Ouvrages de Winstanley traduits en français
- (fr) Gerrard Winstanley, L'étendard déployé des vrais niveleurs ou L'état de communisme exposé et offert aux fils des hommes, Allia, 2007, 60 p.
- (fr) Gerrard Winstanley, La Loi de liberté : Une législation communiste paysanne dans la Révolution anglaise (Londres 1652), Nuits Rouges, 2012, 188 p.

### Publications sur Internet
- (en) A Declaration from the Poor Oppressed People of England de Winstanley et 44 autres (1649) archives
- (en) The True Levellers Standard Advanced par Winstanley et 14 coauteurs (Avril 1649) archive
- (en) The Law of Freedom in a Platform par Gerrard Winstanley